# Incendio forestal en Bolivia de 2020
Los incendios forestales en Bolivia de 2020 ocurrieron en los bosques de Bolivia, afectando inicialmente al Parque nacional Otuquis. Los primeros focos fueron detectados el viernes 13 de marzo, según el Servicio Nacional de Áreas Protegidas el fuego ingresó al país a través de la frontera con Brasil.

## Antecedentes
El año anterior (2019) Bolivia sufrió un incendio forestal de grandes proporciones. El epicentro se registró en el Bosque Chiquitano, afectando a poblaciones como Roboré, Puerto Busch, y San Ignacio de Velasco, entre otros municipios.

## Desarrollo
Entre enero y mayo de 2020 se registraron 80 % más focos de calor que durante el mismo periodo en 2019.
Hasta julio de 2020 los incendios en  áreas protegidas y en el bosque Chiquitano.
Al 31 de julio, se perdieron 40 000 hectáreas en el parque nacional Otuquis.
El Observatorio del Bosque Chiquitano registró una cantidad de 187 focos de calor en el Departamento de Santa Cruz, afectando a varias áreas protegidas como la Reserva Municipal Copaibo, el parque nacional Noel Kempff Mercado y el Área Natural de Manejo de Integrado (ANMI) San Matías. El 15 de septiembre, la presidenta de Bolivia, Jeanine Añez, después de un sobrevuelo a las zonas afectadas, declaró el estado de emergencia nacional. “La atención del incendio como emergencia nacional nos va a permitir actuar sin trabas burocráticas y movilizando todos los recursos para que el fuego no avance, para frenar el fuego y así que nosotros tengamos la oportunidad y la opción de cuidar nuestra flora y fauna”, dijo la mandataria interina durante un acto público en la ciudad de Santa Cruz de la Sierra.
Se identificaron 27 152 fuentes de calor entre el 28 de septiembre y el 4 de octubre, 10 562 de ellos están en áreas sin cobertura y 16 590 en áreas con bosques y matorrales. Esto significa que existieron 3879 focos en promedio diario, 22 % más que el año anterior.